# محمد سلحشور
محمد سلحشور (زادهٔ ۱۳۱۱، تهران) خوشنویس ایرانی و از چهره‌های ماندگار این هنر است.

## زندگی‌نامه
محمد سلحشور در سال ۱۳۱۱ در تهران به‌دنیا آمد. خوشنویسی را نزد استاد حسن زرین خط شروع کرد و سپس از محضر استاد سیدحسین میرخانی و استاد علی‌اکبر کاوه بهره جست. در سال ۱۳۶۴ دکترای درجه یک هنری از وزارت فرهنگ و ارشاد اسلامی دریافت کرد. او تاکنون آثارش را در نمایشگاه‌های متعددی در فرانسه، انگلستان، پاکستان، هندوستان، کویت، الجزایر، امارات و… به نمایش گذاشته و بارها مورد تقدیر و ستایش مراکز معتبر هنری قرار گرفته‌است. وی که از سال ۱۳۲۹ خوشنویسی را در محضر استادان برجسته‌ای چون حسین میرخانی، حسن زرین خط و علی اکبر کاوه فراگرفته در سال ۱۳۳۳ خوشنویسی کتاب‌های درسی دوم و سوم دبستان را و سال ۱۳۶۲ خوشنویسی کتاب‌های سوم و چهارم دبیرستان ادامه داد و ۳۰ کتاب درسی کشور افغانستان را نیز نوشت.

## آثار
وی در حدود ده‌هزار صفحه را خوشنویسی کرده که از میان آثارش، نوشته‌های زیر را می‌توان نام برد:
- نگارش قسمت‌هایی از دروس قرآن برای مدارس به سفارش دکتر باهنر در سال ۱۳۴۷
- نگارش گلچینی از نهج‌البلاغه
- ۴ بار خوشنویسی غزلیات حافظ
- ۲ مرتبه خوشنویسی دوبیتی‌های باباطاهر
- ۴ مرتبه خوشنویسی رباعیات عمرخیام نیشابوری
- نگارش اشعار سعدی، هاتف اصفهانی، صائب تبریزی و…